# 一泊二日で五運成就!? よくばり開運ツアー
一泊二日で五運成就!? よくばり開運ツアー（いっぱくふつかでごうんじょうじゅ よくばりかいうんツアー）は、テレビ朝日にて、2013年から2015年にかけて放送された旅バラエティ番組。サンデープレゼントおよびスペシャルサンデー枠で放送された。

## 概要
毎回、進行役のえなりかずきと、歴史コメンテーターであり、東進ハイスクールの日本史講師として知られている金谷俊一郎が、女性ゲスト2名とともに旅をする番組である。タイトルのとおり、一泊二日の旅の中で、五運（健康運・金運などだが、ゲストが叶えたい運は様々であるため、五運は毎回変わる）それぞれにご利益がある神社仏閣・パワースポットを巡り、五運全てのご利益を得ようという「よくばりな」ツアーである。実際に、第1弾のゲストである高橋ひとみは、放送直後に一般男性とゴールインしている（第2弾以降で、実際に開運した実例として引き合いに出されることが多い）。
旅の進行はえなりが行い、金谷は歴史の解説をするほか、神社仏閣での作法（手水舎での作法など）を解説する。また、えなり曰く「この企画は食事・宿にも気を抜かない」とのことで、開運スポットを持つ宿や、地主神（土地神）の恵みを授かるように地元の食材を使った料理を提供するなど徹底している。

## 出演者
- えなりかずき（進行役）
- 金谷俊一郎（歴史コメンテーター、東進ハイスクール日本史講師）
この番組では、毎回和服で出演するのが恒例となっている。
- 女性ゲスト2名

## 放送日・放送時間
断りのない限りは、サンデープレゼント枠での放送。
| 放送回 | 放送日                 | 放送時間（JST） | 女性ゲスト              | 旅の舞台                                  | 五運のスポット                                                                                                   | 備考 |
| ------ | ---------------------- | --------------- | ----------------------- | ----------------------------------------- | --- | --- |
| 1      | 2013年10月26日（土曜） | 10:00 - 11:45   | 中田喜子 高橋ひとみ     | 箱根・富士山                              | 箱根神社（恋愛運） 大涌谷（健康運） 深沢銭洗弁財天（金運） 河口湖黄金の七福神（仕事運） 小御嶽神社（人気運）     | この回は、土曜午前中の特番枠で放送                                                                                |
| 2      | 2014年3月2日（日曜）   | 14:00 - 15:25   | 紫吹淳 大林素子         | 日光                                      | 日光東照宮（勝負運） 日光二荒山神社（恋愛運） 五龍王神社（仕事運） 日光二荒山神社中宮祠（金運） 中禅寺（健康運） | |
| 3      | 2014年3月2日（日曜）   | 15:30 - 17:25   | とよた真帆 山村紅葉     | 伊豆（熱海・下田）                        | 来宮神社（健康運） 伊豆山神社（勝負運） 石室神社（金運） 寝姿山（家運） 了仙寺（仕事運）                         | 5分間の『ANNニュース』を挟み、スペシャルサンデー枠で前述の日光編と連続放送。                                      |
| 4      | 2014年7月13日（日曜）  | 13:55 - 15:25   | 岡江久美子 宮崎美子     | 鎌倉・大山                                | 建長寺（健康運） 佐助稲荷神社（仕事運） 銭洗弁財天宇賀福神社（金運） 鶴岡八幡宮（家運） 大山阿夫利神社（天気運） | |
| 5      | 2014年10月26日（日曜） | 16:00 - 17:25   | 森尾由美 南野陽子       | 川越・秩父                                | 広済寺（健康運） 氷川神社（家運） 川越八幡宮（勝負運） 聖神社（金運） 三峯神社（仕事運）                         | フィギュアスケート・グランプリシリーズ アメリカ中継のため、スペシャルサンデー枠で放送                             |
| 6      | 2015年1月1日           | 6:00 - 11:45    | いしのようこ 古手川祐子 | 関東の初詣スポット （浅草・筑波山・成田） | 待乳山聖天（健康運） 曹源寺（仕事運） 筑波山神社（家運） ガマ石（金運） 成田山新勝寺（人気運）                   | 『羽鳥慎一の開運! お騒がせ生新年会』内のコーナーとして、10:00-11:30頃に放送 えなりが『-新年会』のスタジオに生出演 |
| 7      | 2015年2月6日（日曜）   | 13:55 - 15:20   | 丘みつ子 床嶋佳子       | 西伊豆・静岡                              | 修禅寺（家運） 土肥達磨寺（健康運） 土肥金山（金運） 清水次郎長生家・梅陰禅寺（勝負運） 久能山東照宮（仕事運）   | |
| 8      | 2015年3月29日（日曜）  | 13:55 - 15:20   | 水野真紀 丸岡いずみ     | 高尾山・奥多摩                            | 高尾山薬王院（金運） 子安神社（健康運） 高幡不動尊（勝負運） 武蔵御嶽神社（家運） 日原鍾乳洞（人気運）           | |

### 備考
- 2014年6月15日（日曜）は、通常10:00-11:45に放送されている『報道ステーション SUNDAY』が16:00からの放送に変更のため、本来の放送時間である10:00-11:45に穴埋めで第1回（箱根・富士山編）が再放送された。

## スタッフ
第8回（2015年3月29日放送分）
- ナレーター：近石真介、津野まさい
- 構成：村上卓史
- CAM：植松賢一、小林重徳
- VE：市村大輔
- AUD：水本陵太
- EED：中嶋健太
- MA：古谷栄美
- 音効：今野直秀
- CG：キャニットG
- 編成：島川博篤（テレビ朝日）
- 宣伝：井上恵莉子（テレビ朝日）
- デスク：原利加子（テレビ朝日）
- リサーチ：山下和規
- 協力：fmt、スタジオヴェルト、ネオ、STEELO
- AP：近藤照代（IVSテレビ制作）、犬飼真未（テレビ朝日）
- AD：髙木彬光、江守あゆ美
- ディレクター：伊藤寛昭
- 演出：小林啓之（IVSテレビ制作）
- プロデューサー：寿崎和臣（テレビ朝日）、福浦与一・錦信次（共にIVSテレビ制作）
- ゼネラルプロデューサー：寺田伸也（テレビ朝日）
- 制作：テレビ朝日、IVSテレビ制作

### 過去のスタッフ
- CAM：柳ヶ瀬喜夫（第7回）、新井直樹（第7回）
- VE：鈴木一篤（第7回）
- AUD：高橋勇士（第7回）
- EED：篠崎稔（第7回）
- 協力：ナインフィールド（第7回）、港家（第7回）
- AP：和山勉（IVSテレビ制作、第7回）
- AD：松野一人（第7回）
- ディレクター：勝原俊通（第7回）、北原進也（第7回）